# 弧斑花天牛
弧斑花天牛（学名：Leptura arcifera），一种天牛科花天牛属昆虫，在中国大陆，分布于四川、贵州和云南等地。

## 形态特征
雌虫体长10～12.5毫米，体宽3～3.5毫米，雄虫体长11～12毫米，体宽3.2～3.5毫米。身体呈黑色，触角、鞘翅和足色泽存在变异，为黑色或红棕色，触角基部数节有的呈红棕色，向端部渐呈黑色。鞘翅上有3对淡绯色斑纹，基部为一对倒“八”字形纹，中部一对“X”纹，近端部有1对逗点形小斑；头、胸、腹被灰色细毛，鞘翅着生暗色细毛。腹部第5节向后收狭，长胜于宽，端缘平截，露出鞘翅外。雄虫触角稍长，为体长的2/3；腹末四、五节露出鞘翅外。